# Leucaena magnifica
Leucaena magnifica é uma espécie vegetal da família Fabaceae.
Apenas pode ser encontrada na Guatemala.